# Jane Lapotaire
Jane Elizabeth Marie Lapotaire (de soltera, Jane Elizabeth Marie Burgess; Ipswich, Suffolk, 26 de diciembre de 1944) es una escritora y actriz británica de teatro, cine y televisión.
Egresada del Bristol Old Vic Theatre School, ha recibido diversos reconocimientos en el ámbito teatral, entre ellos el Premio Laurence Olivier en la categoría actriz del año en una obra de teatro nueva en 1979 por su rol de Édith Piaf en Piaf estrenada en el Royal Shakespeare Theatre; además, para la ceremonia de 1989/90 recibió una nominación a la actriz del año por su trabajo en Shadowlands estrenada en el Queens Theatre. También recibió un Premio Tony en 1981 a la mejor actriz principal en una obra de teatro por su rol de la cantante francesa, que se montó también en Broadway, por sobre el debut de Elizabeth Taylor en The Little Foxes y Glenda Jackson por Rose.
En el ámbito de la televisión, ha recibido dos nominaciones a los British Academy Television Awards a la mejor actriz de televisión en 1978 por su trabajo en Marie Curie y en 1989 por su participación en Blind Justice.

## Filmografía selecta

### Televisión
Miniseries
- Edward the King, 1975
- Marie Curie, 1977
- Playing Shakespeare, 1984
- Napoleon and Josephine: A Love Story, 1987
- Ain't Misbehavin, 1997
- Arabian Nights, 2000

Películas
- To Catch a King, 1984
- Murder by Moonlight, 1989

Series
- The Devil's Crown, 1978
- Blind Justice, 1988
- Love Hurts, 1991-1993
- The Big Battalions, 1992
- The Crown, 2019

### Cine
- Isadora, 1968
- Crescendo, 1970
- Antony and Cleopatra, 1973
- The Asphyx, 1973
- One of Our Dinosaurs Is Missing, 1976
- Eureka, 1983
- Lady Jane, 1986
- Surviving Picasso, 1996
- Shooting Fish, 1997
- There's Only One Jimmy Grimble, 2000

## Obras literarias
- Coauthor, Do Us Part (guion).
- Grace and Favour.
- Out of Order: A Haphazard Journey Through One Woman's Year.
- Everybody's Daughter, Nobody's Child.
- Time Out of Mind.

## Premios y nominaciones
| Año     | Galardón                | Categoría                                  | Trabajo       | Resultado | refs  |
| ------- | ----------------------- | ------------------------------------------ | ------------- | --------- | ----- |
| 1978    | Premio BAFTA TV         | Mejor actriz de televisión                 | Marie Curie   | Nominada  | [ 6 ] |
| 1979    | Premio Laurence Olivier | Actriz del año en una obra de teatro nueva | Piaf          | Ganadora  | [ 2 ] |
| 1981    | Premio Tony             | Mejor actriz de una obra de teatro         | Piaf          | Ganadora  | [ 1 ] |
| 1983    | CableACE Awards         | Actriz en un programa teatral o no musical | Piaf          | Nominada  |       |
| 1989    | Premio BAFTA TV         | Mejor actriz de televisión                 | Blind Justice | Nominada  | [ 7 ] |
| 1989/90 | Premio Laurence Olivier | Actriz del año por su trabajo              | Shadowlands   | Nominada  | [ 4 ] |